# Guillem de Cabestany
Pour les articles homonymes, voir Cabestany (homonymie).
Guillem de Cabestany est un troubadour du Roussillon né au XIIe siècle et mort au XIIIe siècle.

## Variantes du nom
Guillem de Cabestany (forme catalane) est aussi connu sous les noms de Guilhem de Cabestanh (forme occitane) ou Guillaume de Cabestaing (forme française).

## Biographie

### Faits
Peu d'informations vérifiables sont disponibles concernant la vie de Guillem de Cabestany. Il est probablement le fils d'Arnau de Cabestany, noble du Roussillon et sans doute vassal ou en relation avec les seigneurs de Château-Roussillon. Cabestany est un fief situé immédiatement à l'est de Château-Roussillon et au sud-ouest de la seigneurie de Canet (future vicomté).
Guillem de Cabestany est cité, par l'historien valencien Pere Tomich en 1534, parmi les nobles catalans ayant pris part à la croisade contre les Almohades en 1212 et ayant combattu au côté de Pierre II d'Aragon à la bataille de Las Navas de Tolosa. Se trouvaient avec lui notamment Aymar de Mosset (troisième mari de Saurimonda) et Ramon de Toreillas (un des signataires figurant sur le contrat de mariage entre Raimon et Saurimonda).

### Légende
Sa vida, dans le Chansonnier I, qui précède son poème Lo dous cossire, raconte qu'ayant séduit la femme de Raimon, seigneur de Castell-Rosselló (Château-Roussillon), son suzerain, celui-ci le poignarda au cours d'une chasse, lui arracha le cœur, et le fit manger à sa femme à laquelle il ne révéla cette vengeance qu'après que l'horrible repas eut été consommé. De désespoir, elle se serait alors jetée de la tour du château. Au reste, on ne s'accorde pas sur le nom de l'époux ni de la femme, appelée Margarida ou Saurimonda selon les versions. On attribue la même aventure à Gabrielle de Vergy. Dans les faits, on sait que Saurimonda se sépare de Raimon et se remarie vers 1210. Raimon aurait quant à lui vécu paisiblement à Château-Roussillon jusque vers 1218.
Guillem de Cabestany a certainement survécu à Raimon, affirme le médiéviste Michel Zink, mais sa vie légendaire reprend le motif du « cœur mangé », largement diffusé dans toute l'Europe au Moyen Âge. Stendhal contribue à populariser cette histoire en en faisant une nouvelle dans De l'amour, en 1822.

## Œuvres
Quelques poésies de Guillem de Cabestany, ainsi que sa Vie, ont été publiées par François Just Marie Raynouard (Poésies des troubadours, 1er volume) (1816).
L'intégralité des œuvres de Guillem de Cabestany sont parues, avec texte original en occitan et traductions en français, dans l'ouvrage de Michel Adroher, Les Troubadours roussillonnais (2012).
Neuf chansons sont parvenues jusqu'à nous. Parmi celles-ci, sept sont incontestablement de Guillem de Cabestany, deux de manière plus incertaine.